# Вупертал
Вупертал (на немски: Wuppertal) е град във федерална провинция Северен Рейн-Вестфалия, Германия. Намира се на река Вупер в индустриалната област Рур.
Вупертал има площ 168,39 км², население 349 721 жители и гъстота на населението 2077 д/км². Вупертал е "най-зеленият" град в Германия, като две трети от площа на града са паркове, гори и зелени площи. Градът е известен още със стръмните си улици, но най-голямата туристическа атракция е еднорелсовият, висящ влак, чийто релси са построени 8 метра над улиците и реките над които минава влака, поради трудности с наземния терен. 
Аспиринът, който е патентован през 1897 година от Байер, е създаден тук. Това е също и мястото (Бармен е част от Вупертал), където е роден Фридрих Енгелс.

## Административно деление
Вупертал е разделен на следните райони:
- Елберфелд (Elberfeld)
- Елберфелд-Запад (Elberfeld-West)
- Юлендал-Катернберг (Uellendahl-Katernberg)
- Вовинкел (Vohwinkel)
- Кроненберг (Cronenberg)
- Бармен (Barmen)
- Обербармен (Oberbarmen)
- Хекингхаузен (Heckinghausen)
- Лангерфелд-Байенбург (Langerfeld-Beyenburg)
- Ронсдорф (Ronsdorf)

## Известни личности
Родени във Вупертал
- Иън Ашли (р. 1947), британски автомобилен състезател
- Юлиус Дорпмюлер (1869 – 1945), политик
- Херман Ебингхаус (1850 – 1909), психолог
- Фридрих Енгелс (1820 – 1895), философ
- Фердинанд Зауербрух (1875 – 1951), лекар
- Елзе Ласкер-Шюлер (1869 – 1945), писателка
- Йоханес Рау (1931 – 2006), политик
- Том Тиквер (р. 1965), режисьор
- Густав Фишер (1848 – 1886), изследовател
- Роналд Хан (р. 1948), писател

Починали във Вупертал
- Ерхард Милх (1892 – 1972), офицер
- Ричард Нойтра (1892 – 1970), австрийски архитект
- Еберхард Тунерт (1899 – 1964), офицер

## Побратимени градове
Вупертал е побратимен град или има партньорство с:
- Беер Шева, Израел
- Берлин-Темпелхоф-Шьонеберг, Германия
- Кошице, Словакия
- Легница, Полша
- Матагалпа, Никарагуа
- Сент Етиен, Франция
- Шверин, Германия
- Саут Тинсайд, Великобритания